# RAB18
RAB18‏ (RAB18, member RAS oncogene family) هوَ بروتين يُشَفر بواسطة جين RAB18 في الإنسان.